# Anoplognathus pallidicollis
Anoplognathus pallidicollis är en skalbaggsart som beskrevs av Blanchard 1851. Anoplognathus pallidicollis ingår i släktet Anoplognathus och familjen Rutelidae. Inga underarter finns listade i Catalogue of Life.

## Bildgalleri

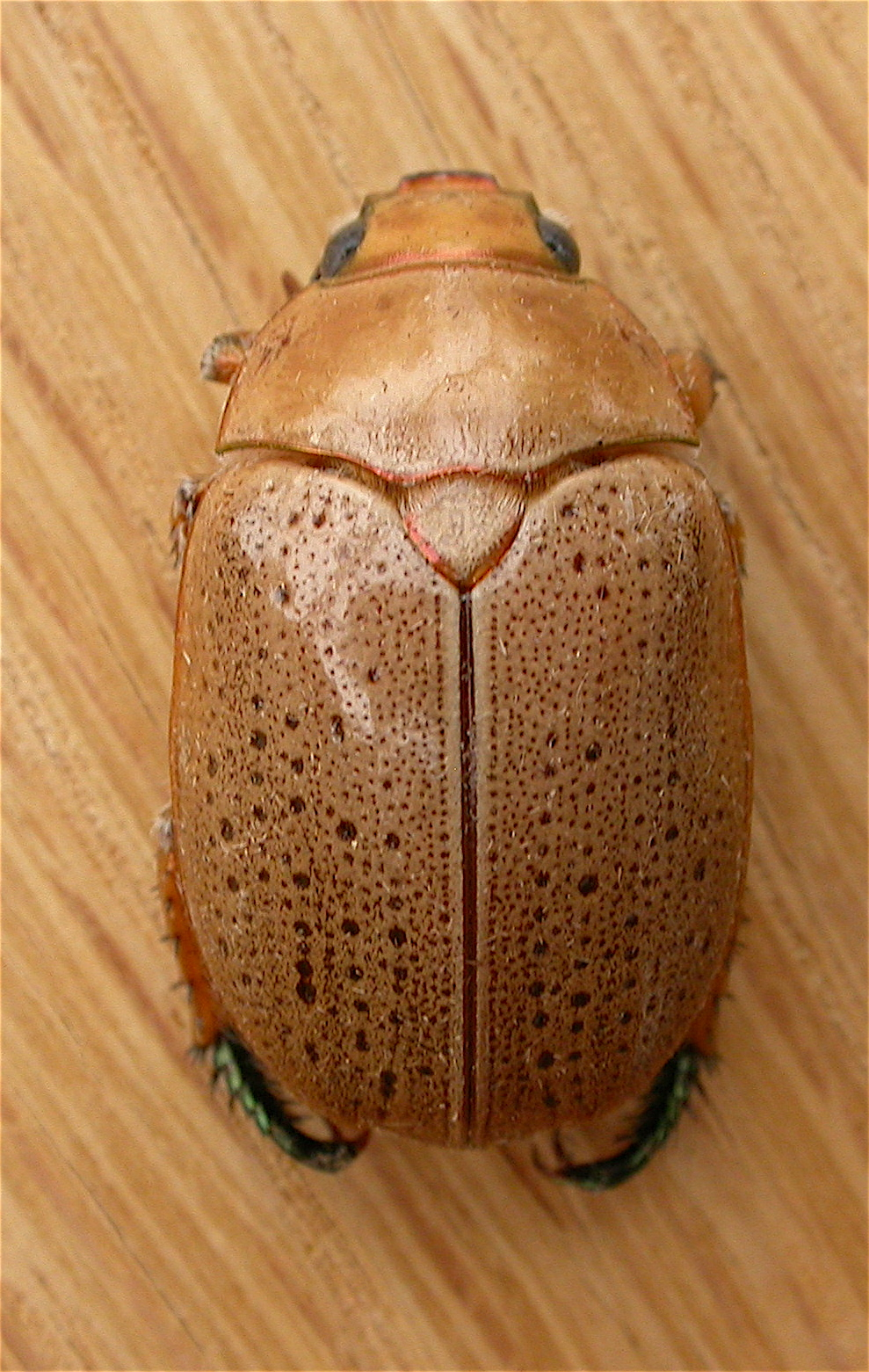
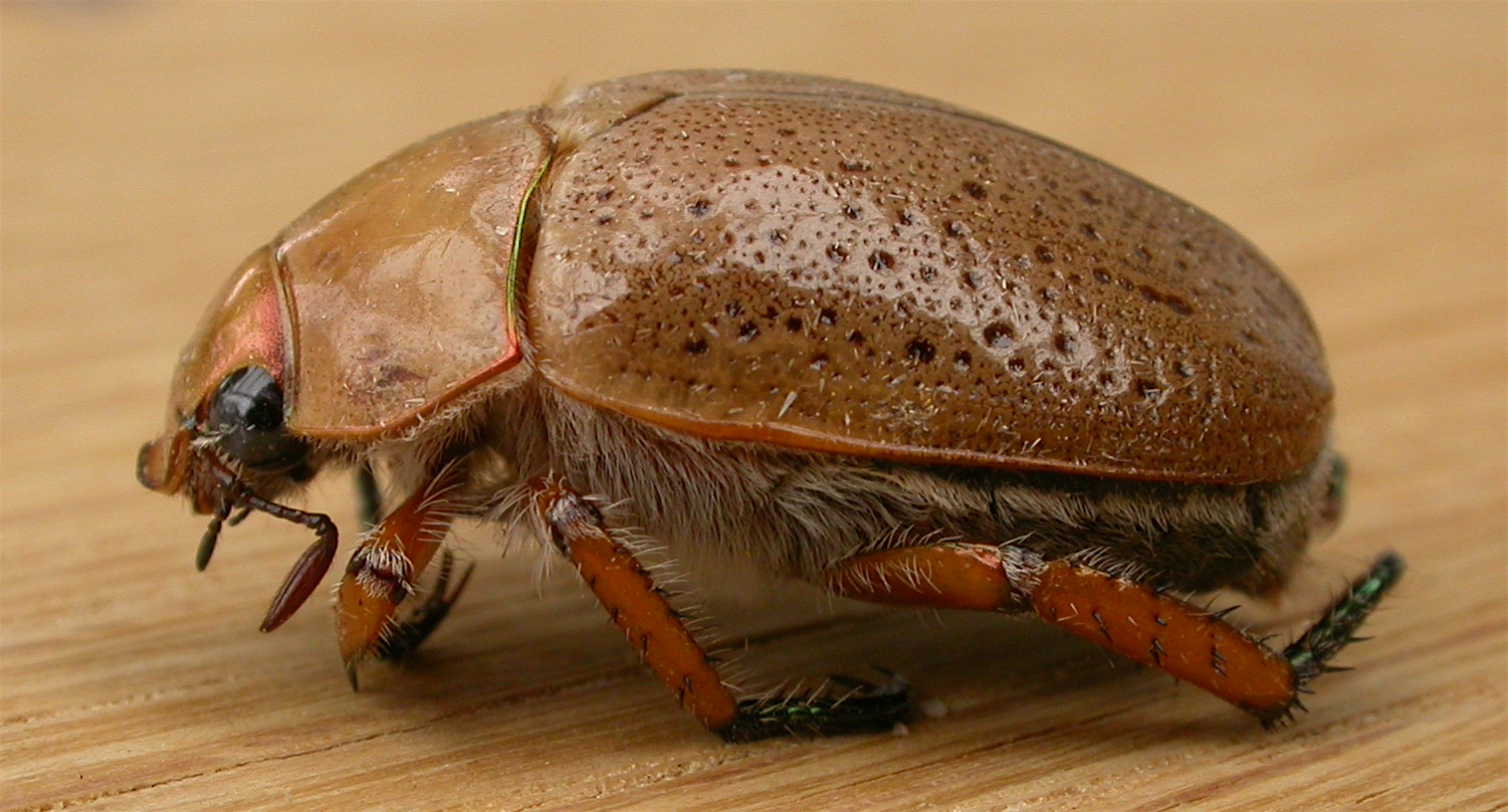